# Гендерна нерівність в Україні
Гендерна нерівність в Україні стосуються економічних, соціальних, політичних та освітніх нерівностей між чоловіками та жінками України, які виникають через їхню стать. Згідно з дослідженнями, це актуальне питання на кожному рівні українського суспільства, де дискримінація  є невіддільною частиною повсякденного життя. Як повідомляється, першопричини обставин пов'язані  з  глибоко закріпленими гендерними стереотипами. Ситуація стає дедалі гіршою через відсутність відповідних законів, недостатньою силою соціальних інститутів та нестачею політичної волі.
У відповідь на занепокоєння український уряд намагався розробити різні законодавчі акти, особливо стосовно інституційної та особистої дискримінації за статтю. Плани вдосконалення правової системи та правоохоронних органів залишаються недовиконаними. На практиці, нерівність впливає на багато аспектів їх повсякденного життя: від кар'єрного розвитку до проблем охорони здоров'я.
У 2019 році Україна посіла 52 місце з 189 за Індексом гендерної нерівності від Програми розвитку ООН.

## Жінки в політиці
За даними зібраних статистичних досліджень, українки недооцінені в політичному житті України. Це дуже важливе питання, оскільки внесок жінок у політику та їх можливість прийняття рішень є ключовим показником гендерної рівності в суспільстві.
За радянського періоду, частка жінок у Верховній Раді Української Радянської Соціалістичної Республіки (УРСР) становила 30 %. Це було результатом жорсткої неофіційної квоти для жінок на виборних посадах, накладеної Комуністичною партією СРСР.
Показовим є факт того, що після здобуття незалежності участь жінок на багатьох рівнях української політики значно зменшилася. Наприклад, після перших виборів у незалежній Україні, жінки зайняли лише 3 % посад в українському парламенті (12 жінок серед 463 депутатів).
Пізніше У 2002 році, хоч п'ята частина кандидатів у парламент і були жінками, але вони заповнили лише 5,1 % депутатських місць, що є одним із найнижчих показників представництва жінок в регіоні.
Після виборів 2014 року представництво жінок у Верховній Раді становило близько 12 %.
У Верховній Раді України IX скликання 20,56 % депутатів — жінки (87 з 423).
17 березня 2020 року на посаду генерального прокурора обрано Ірину Венедіктову. Вона стала першою жінкою на цій посаді в історії України.

## Дискримінація чоловіків

### Соціальні стереотипи
В сучасному світі більшість стереотипів вимагають від чоловіка бути зобов'язаним щодо сімейних стосунків, без права мати свою точку зору. Зазвичай чоловіки піддаються односторонньому моральному засудженню, без врахування їх точки зору. Це викликає соціальні та психологічні проблеми.

### Права батьків
При розлученні, якщо виникає судова тяжба, і виникає питання з ким залишається дитина після розлучення — то суди майже автоматично залишають це право, як привілей жінок. В Україні ГО «Батько має право» досягла прийняття постанови Верховного Суду України, який зазначив: «При розгляді справ щодо місця проживання дитини суди насамперед мають виходити з інтересів самої дитини, враховуючи при цьому сталі соціальні зв'язки, місце навчання, психологічний стан тощо». Постанова від 17 жовтня 2018 року.

### Державні органи
В деяких країнах існують міністерства та державні органи, що опікуються правами жінок і зовсім відсутні такі органи щодо прав чоловіків. Наприклад, за державні кошти відкриваються центри допомоги жертвам домашнього насильства, абсолютна більшість з яких взагалі не допомагають чоловікам, при тому що одна третя з жертв домашнього насильства — чоловіки.

### Соціальний захист
Пенсійний вік чоловіків зазвичай вищий за жіночий пенсійний вік, при тому що середня тривалість життя у чоловіків, значною мірою через погані умови життя, менша на 8-10 років, залежно від країни.

### Служба в армії
У більшості країн обов'язок проходити обов'язкову військову службу визначається виключно для чоловіків. За даними ООН за 2017 рік 99,87 % загиблих українських військових у війні на Донбасі — чоловіки, і тільки 0,13 % — жінки.

### Правоохоронна система
На законодавчому рівні, незважаючи на рівні можливості за однаковий злочин чоловіки можуть отримати більш жорстке покарання, тоді, як щодо жінок суди часто йдуть на пом'якшувальні або виправдальні вироки.

### Демонізація чоловіків у медіа
У соціальних рекламних роликах, що виробляються за гроші всіх платників податків, зазвичай демонізують чоловіків. Наприклад, у соціальній рекламі проти домашнього насильства, агресором показують чоловіка, а жінку — завжди жертвою. Але третина жертв домашнього насильства — чоловіки.

### Обрізання
Докладніше: Примусове обрізання
У багатьох країнах є законним обрізання немовлят навіть без медичної необхідності, що порушує їх права на контроль над своїми тілами.

### Сім'я
Докладніше: Рух за права батьків

#### Прийняття батьківства
Правозахисники чоловіків у сімейних стосунках, в розрізі юрисприденції, прагнуть розширити права непідготовлених батьків у разі усиновлення їх дитини. Воррен Фаррелл стверджує, що, не повідомивши батька про вагітність, майбутня матір самочинно позбавляє усиновлену дитину відносин з біологічним батьком. Він пропонує, щоб жінки були юридично зобов'язані приймати всілякі зусилля, щоб повідомляти батька про вагітність протягом чотирьох-п'яти днів. У відповідь філософ Джеймс П. Стерба погоджується з тим, що з моральних причин жінка повинна повідомити батька про вагітність і усиновлення, але це не повинно бути накладено як законна вимога, оскільки це може призвести до надмірного тиску, наприклад, до аборту.

#### Розлучення
Прихильники прав чоловіків говорять, що чоловіки свідомо чи несвідомо відмовляються від шлюбу та вступають у, так званий, «шлюбний страйк» внаслідок сприйнятого браку переваг у шлюбі та емоційних та фінансових наслідків розлучення, включаючи аліменти, утримання та підтримку дітей. Правозахисники стверджують, що закони про розлучення та опікунство порушують права чоловіків на рівний захист.

#### Захист дитини
Сімейне право є предметом глибокого занепокоєння серед груп з прав чоловіків. Прихильники прав чоловіків стверджують, що правова система та суди дискримінують чоловіків, особливо щодо опіки над дітьми після розлучення. Вони переконані, що чоловіки не мають однакових прав контакту з дітьми або рівноправних батьківських прав як їх колишні дружини, і використовують статистичні дані стосовно догляду за дітьми як доказ судового упередження щодо чоловіків. Захисники прав чоловіків прагнуть змінити правовий клімат для чоловіків через зміни в сімейному законодавстві, наприклад, шляхом лобіювання законодавчих актів, які забезпечують спільне опіку над домовленостями про дефолт, за винятком тих випадків, коли один з батьків неприйнятний або не бажає батькові. Деякі чоловіки-активісти стверджують, що відсутність контактів з їхніми дітьми робить батьків менш готовими виплачувати допомогу за дитину. Інші посилаються на «Батьківський синдром відчуження»[en] (англ. Parental alienation syndrome (PAS)) як причину надання батькам опіки.

#### Шахрайство з батьківством
Захисники прав чоловіків та права батьків вказують, що існує високий рівень помилкового батьківства або «шахрайства з батьківством», де чоловіки виховують та або фінансують дітей, які не є біологічно рідними.

#### Домашнє насильство
Чоловічі правозахисні групи описують домашнє насильство, вчинене жінками проти чоловіків, як проблему, яка ігнорується або не є повноцінно висвітленою, також частково через те, що чоловіки неохоче зазначають себе жертвами. Вони вказують, що жінки настільки ж або й більш агресивні, ніж чоловіки у сімейних стосунках, і що домашнє насильство є гендерно-симетричним.

## Економічна нерівність та різниця у заробітній платі
У середньому, жінки в Україні мають вищий рівень освіти, ніж чоловіки, але жінки, як правило, скупчуються на погано оплачуваних посадах і отримують тільки 70 % від середньостатистичної зарплатні чоловіків. Найбільший розрив у заробітній платі виявлено у фінансовій сфері, а найменший розрив — у сільському господарстві, де зарплата, як правило, значно нижча, ніж у всіх інших частинах економіки України.
Багато положень законодавства розкритикували міжнародні органи, оскільки вони створюють перешкоди для участі жінок на місцевому ринку праці, а також обмежують економічні можливості жінок. Аналіз зібраних даних свідчить про те, що гендерна дискримінація в процесі найму є звичайною справою, попри заборону законодавством України. Як правило, жінкам, старшим 40 років, знайти роботу дуже важко, жінки звільняються частіше, ніж чоловіки, і часто зазнають сексуальних домагань на роботі. Тому українки надмірно представлені в неформальному секторі економіки, де вони виконують позадоговірну роботу, яка забезпечує їм основний дохід, але не дає права на пенсії чи інші соціальні виплати.